# Zaczagansk
Zaczagansk (kaz. i ros.: Зачаганск) – osiedle typu miejskiego w północno-zachodnim Kazachstanie, w obwodzie zachodniokazachstańskim, pod administracją miasta Uralsk. W 2009 roku liczyło ok. 27 tys. mieszkańców.